# Recluse Nunatak
Recluse Nunatak är en nunatak i Antarktis. Den ligger i Västantarktis. Argentina, Chile och Storbritannien gör anspråk på området. Toppen på Recluse Nunatak är 355 meter över havet.
Terrängen runt Recluse Nunatak är kuperad åt nordost, men åt sydväst är den platt. Trakten är obefolkad. Det finns inga samhällen i närheten.